# Черногорск (городской округ)
Город Черногорск (хак. Харатас город) — административно-территориальная единица (город республиканского значения)  и муниципальное образование (городской округ) в составе Республики Хакасия Российской Федерации.
Административный центр — город Черногорск.

## История
Статус и границы городского округа установлены Законом Республики Хакасия от 7 октября 2004 года № 69 «Об утверждении границ муниципального образования город Черногорск и наделении его статусом городского округа»
Распоряжением Правительства РФ от 29 июля 2014 года № 1398-р «Об утверждении перечня моногородов» муниципальное образование включено в категорию «Монопрофильные муниципальные образования Российской Федерации (моногорода) с наиболее сложным социально-экономическим положением».

## Население
| 1989    | 2002    | 2003    | 2004    | 2005    | 2006    | 2007    | 2008    | 2009    |
| ------- | ------- | ------- | ------- | ------- | ------- | ------- | ------- | ------- |
| 81 122  | ↘76 428 | ↘76 400 | ↘73 000 | ↘72 700 | ↘72 400 | ↗72 500 | ↗72 900 | ↗78 129 |
| 2010    | 2011    | 2012    | 2013    | 2014    | 2015    | 2016    | 2017    | 2018    |
| ↘74 773 | ↗74 800 | ↗74 845 | ↗75 099 | ↗75 656 | ↗76 259 | ↗76 672 | ↗77 090 | ↗77 452 |
| 2019    | 2020    | 2021    | 2025    |         |         |         |         |         |
| ↘77 397 | ↗77 761 | ↗78 111 | ↘77 963 |         |         |         |         |         |

## Состав городского округа
В состав городского округа входят 2 населённых пункта:
| № | Населённый пункт | Тип населённого пункта        | Население |
| - | ---------------- | ----------------------------- | --------- |
| 1 | Пригорск         | пгт                           | ↗2366     |
| 2 | Черногорск       | город, административный центр | ↘75 672   |

## Местное самоуправление
Глава городского округа
- Белоногов Василий Васильевич;

Председатель совета депутатов
- Грицаенко Татьяна Васильевна;